# Lee Freeman
Lee Freeman (né en 1969 à Grimsby, ville située sur l'estuaire de l'Humber, dans l'est de l'Angleterre) est le Chef de la police (en anglais: chief constable) de l’Humberside dont les quartiers généraux sont établis à Kingston-upon-Hull et dont la juridiction couvre notamment les villes de Bridlington, Scunthorpe, Grimsby et Cleethorpes.

## Éducation
Avant de rejoindre le service de police, il a fréquenté l'Université de Kingston où il a obtenu une licence en sociologie.

## Carrière
Freeman a rejoint la police de la ville de Londres en 1993, transféré à la police du Lincolnshire en 1996. Freeman a été promu sergent en septembre 2000. Restant dans le Lincolnshire, il a été promu inspecteur, inspecteur en chef puis surintendant en 2005. Une position de directeur adjoint au Lincolnshire County Council a précédé sa promotion au poste de sous-chef en tant que commandant de division pour le sud en 2010 et commandant de division-ouest. En août 2013, il est devenu chef adjoint de la police locale dans le Lincolnshire pendant 18 mois. Freeman a postulé avec succès pour le poste de chef adjoint dans la police de l'Humberside en 2015 et a quitté le Lincolnshire, où il travaillait auparavant. Il a été nommé au poste de sous-chef de police temporaire en février 2017 après que la précédente cheffe, Justine Curran, ait pris sa retraite,. Freeman a été promu au rang de chef de police en juin 2017. En janvier 2019, Freeman et le commissaire de police et du crime de Humberside sont convenus qu'il servirait un détachement temporaire auprès de la police de Cleveland. Le détachement de trois mois est survenu en raison de la démission soudaine du constable en chef Mike Veale.

## Vie privée
Freeman est marié et a un fils.